# 异针茅
异针茅（学名：Stipa aliena），为禾本科针茅属下的一个种。